# جوزيف والدو رايس
جوزيف والدو رايس (بالإنجليزية: Joseph Waldo Rice)‏ هو شخصية أعمال أسترالي، ولد في 8 فبراير 1828، وتوفي في 26 فبراير 1915.